# Zébala
Zébala è un comune rurale del Mali facente parte del circondario di Koutiala, nella regione di Sikasso.
Il comune è composto da 8 nuclei abitati:
- Dignan
- Fokan
- Garasso
- Mourasso
- Pakasso
- Yafola
- Zanziola
- Zébala